# Jimmy Ernst
Hans-Ulrich Ernst (24 juin 1920 - 6 février 1984), dit Jimmy Ernst, est un peintre américain né en Allemagne. Par l'intermédiaire de son père Max Ernst, il fréquente d'abord l'avant-garde parisienne, puis devient l'assistant de Peggy Guggenheim à New York. Il se consacre essentiellement à l'abstraction et devient membre de l'École de New York.

## Enfance et formation
Jimmy Ernst est né en 1920 à Cologne, en Allemagne. Il est le fils du peintre surréaliste allemand Max Ernst et de Luise Straus-Ernst, historienne de l'art et journaliste alors célèbre.
Ses parents se séparent en 1922 et divorcent en 1926. Le jeune Ernst reste avec sa mère à Cologne. Il rend visite à son père en France en 1930, où il rencontre de nombreux artistes, dont Luis Buñuel, Salvador Dalí, Alberto Giacometti, André Masson, Joan Miró, Man Ray et Yves Tanguy, ainsi que la maîtresse de son père, Leonora Carrington.
En février 1933, un mois après qu'Hitler est devenu chancelier d'Allemagne, les SS perquisitionnent l'appartement de Luise Straus. En tant qu'intellectuelle réputée et juive, elle est en effet considérée comme suspecte par le nouveau régime. Ernst a été envoyé vivre avec son grand-père, le père de Luise, tandis que sa mère déménage à Paris. En juin 1938, Jimmy s'embarque pour New York depuis Le Havre à bord du paquebot SS Manhattan.
Il y rencontre de nombreux exilés européens et l'avant-garde de la ville. En 1940, il a adressé une pétition au Comité de secours d'urgence (ERC) pour obtenir la libération de son père de l'internement. L'ERC obtint sa libération en 1941 et Max Ernst arrive à New York depuis la France occupée par les nazis. En 1944, la mère de Jimmy Ernst fut tuée dans le camp de concentration d'Auschwitz après y avoir été envoyée depuis le camp d'internement de Drancy en France.

## Carrière
En 1941, Jimmy Ernst devient l'assistant et secrétaire de Peggy Guggenheim, récemment mariée à son père Max Ernst. Peu de temps après, Ernst devint directeur de la galerie The Art of This Century en 1942. Les surréalistes y organisent leur première exposition américaine. Certains de ses tableaux sont présents dans l'exposition First Papers Of Surrealism, ouverte dans la Madison Avenue Gallery du 14 octobre au 7 novembre 1942. Un an plus tard, il réalise sa première exposition personnelle.

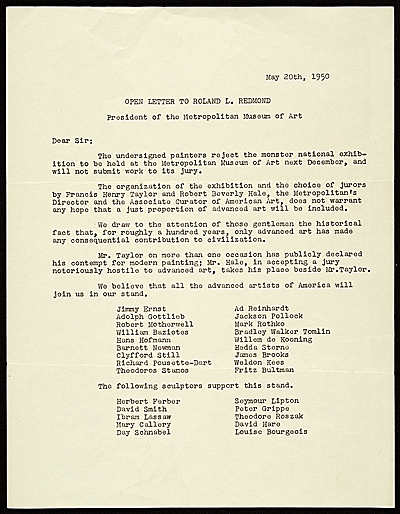
Lettre ouverte à Roland L. Redmond, 20 mai 1950, exemplaire non signé des papiers Hedda Sterne, dactylographié, 28 x 22 cm

À la fin des années 1940, il devient membre des Irascibles, un groupe de peintres abstraits qui protestent contre la politique du Metropolitan Museum of Art à l'égard de la peinture américaine des années 1940 et qui posent pour un tableau célèbre en 1950. Le groupe comprenait Willem de Kooning, Adolph Gottlieb, Ad Reinhardt, Hedda Sterne, Richard Pousette-Dart, William Baziotes, Jackson Pollock, James Brooks, Clyfford Still, Robert Motherwell, Bradley Walker Tomlin, Theodoros Stamos, Barnett. Newman et Mark Rothko. Ces artistes font partie de l' école de New York. Ils étaient appelés Les Irascibles dans un article paru dans un numéro de Life où un photographie du groupe par Nina Leen est publiée.
En 1951, Jimmy obtient le poste d'instructeur au Département de design du Brooklyn College. Ernst a épousé Edith Dallas Bauman Brody (connue sous le nom de Dallas), une dénicheuse de talents pour Warner Brothers, le 3 janvier 1947. Ils ont eu deux enfants, Amy Louise (1953) et Eric Max (1956) tous deux artistes.
En 1969, il s'installe à East Hampton. Il a également construit une maison d'hiver en Floride en 1980.
Il reçoit une bourse Guggenheim en 1961, une subvention de la Fondation Carnegie en 1967 et un diplôme honorifique de l' Université de Long Island (Southampton College) en 1982. Il est également élu à l'Académie américaine des arts et des lettres . En 1977, il est élu à l'National Academy of Design en tant qu'académicien associé.
Son autobiographie, A Not-So-Still Life, traitant notamment de son enfance et de ses premières années aux États-Unis, est publiée peu avant sa mort en 1984. Elle est traduite en français sous le titre L'Écart absolu. Un enfant du surréalisme, en 1987.